# Die Etage (Club)
Die Etage in Bayreuth war ein Tanzlokal mit eingebundenem Live-Club. Sie bestand von 1986 bis 1996. Betreiber des Clubs war Jochen Schoberth (Artwork).
Schoberth war von 1986 bis 1988 Tontechniker in dem von mehreren Freunden betriebenen Club. Ab 1988 gehörte ihm der Club alleine. Das Gebäude beherbergte mit den Etage Studios zudem ein Aufnahmestudio und zeitweilig eine Plattenfirma unter dem Namen Etage Records.

## Geschichte
Das Veranstaltungszentrum befand sich in der Markgrafenallee 44 und wurde 1988 von Jochen Schoberth übernommen. Es war in der Regel halbwöchentlich geöffnet und widmete sich einem breiten Spektrum alternativer Musik. Der Freitag war programmatisch auf Indie-Rock und Artverwandtes ausgelegt, während der Samstag im Zeichen düsterer Klanglandschaften stand.
Die Etage erfuhr in den 1990er-Jahren für die Schwarze Szene in Süddeutschland zentrale Bedeutung. Im Winter 1990 noch als Dark Wave/Gothic Dancehall angekündigt, entwickelte sich im Folgejahr in Zusammenarbeit mit Danse Macabre Records die Danse Macabre Dancehall.
Als DJ fungierte u. a. Oswald Henke (DJ Ossi), der dem Publikum mit dem Dark Saturday eine Mischung aus Electro Wave, Gothic Rock, Neoklassik, Neofolk, Ethereal, NDT sowie mittelalterlich inspirierter und soundtrack-artiger Musik bot. Die Etage erlangte überregionale Bekanntheit und lockte Besucher aus der gesamten Republik an. Ungeachtet seiner geringen Größe galt der Club als „legendär“.

„1991/92 kamen die Leute aus ganz Deutschland in die Diskothek Etage. Oft waren sie irritiert, weil es nicht so groß war, wie man offenbar überall erzählte, aber es war irgendwie Kult und hatte sich durch Mundpropaganda immer weiterentwickelt.“

Seinerzeit traten im Live-Club unterschiedliche Künstler wie Arts and Decay, Girls Under Glass, The Legendary Pink Dots, Das Ich, In the Nursery, The Perc Meets the Hidden Gentleman, Heinrich Beats the Drum, Blurt, Three Chord Wonder, Bellybutton & The Knockwells sowie Bands des Etage-Records-Labels, wie Goethes Erben und Catastrophe Ballet, auf.
Die Etage wurde am 30. Mai 1996 geschlossen. Oswald Henke gab Jahre später u. a. an, er habe sich nicht mit dem Wandel des Publikums anfreunden können.

## Etage Records & Etage Studios
Die Plattenfirma Etage Records wurde im Mai 1991 gegründet und diente vor allem als Auffangbecken für Bands, die mit der Veröffentlichungspolitik des Danse-Macabre-Labels zunehmend unzufrieden waren. Die Basis für Etage Records bildete der Zusammenschluss der Gruppen Goethes Erben, Catastrophe Ballet, Preachers of Sadness und The Electric Avantgarde.
In den Etage Studios produzierten neben Catastrophe Ballet, Preachers of Sadness und Artwork vorwiegend Goethes Erben einen Teil ihrer Frühwerke. Nachdem sämtliche Bands später eigene Wege gingen, trat Etage Records ab 1993 nicht mehr aktiv in Erscheinung. Das Studio selbst ging 1997 nahtlos in das von Schoberth neu gegründete Label Etage Music über.

## Compilations
In unregelmäßigen Abständen erschienen unter dem Namen Pièces d'Étage vier Teile einer clubeigenen Compilation-Reihe. Teil IV wurde drei Jahre nach der Schließung des Clubs veröffentlicht.
- 1991: Pièces d'Étage 1 (LP, Etage Records)[14]
- 1992: Pièces d'Étage 2: Bizarre Kristalle (CD, Dark Star)
- 1994: Pièces d'Étage 3: Zwei Welten (CD, Dark Star)
- 1999: Pièces d'Étage 4: Janus (CD, Etage Music)

## Festivals
im Club Etage alias „Danse Macabre Dancehall“ (Bayreuth)
- 17.03.1991: Nights of Dawn and Decay (Vorläufer des Festival d'Étage)

mit Das Ich, Catastrophe Ballet, Le Coup Sauvage und Preachers of Sadness.
- 31.08.1991: Festival d'Étage[14]

mit Goethes Erben, Catastrophe Ballet, Preachers of Sadness, The Electric Avantgarde
in der Diskothek Zwischenfall (Bochum-Langendreer)
- 31.10.1991: Etage Festival of Darkness (Festival d'Étage auf Tour)[14]

mit Goethes Erben, Catastrophe Ballet, Preachers of Sadness, The Electric Avantgarde
im Bürgerhaus Stollwerck (Köln Altstadt-Süd)
- 22.08.1992: Danse Macabre & Etage Records Festival (PopKomm 1992)

mit Das Ich, Goethes Erben, Catastrophe Ballet, Printed at Bismarck’s Death,
im Jugendkulturzentrum „Das Zentrum“ (Bayreuth)
- 02.10.2000: Festival d´Étage

mit Catastrophe Ballet, Erblast, Artwork, The Beautiful Disease
- 26.10.2002: Festival d´Étage II

mit Goethes Erben, Deine Lakaien, Artwork und Care Company